# Вінберг Ернест Борисович
Ернест Борисович Вінберг (нар. 26 липня 1937, Москва — 12 травня 2020, Москва) — радянський і російський математик, доктор фізико-математичних наук (1984), професор кафедри вищої алгебри МДУ (1990), професор Незалежного Московського університету (1991), заслужений профессор МДУ. Фахівець в області вищої алгебри, теорії груп Лі, теорії інваріантів.

## Біографія
Е. Б. Вінберг народився в Москві в 1937 році. Його батько, Борис Георгійович Вінберг, був інженером і працював на  заводі «Динамо» (Московський завод електромашинобудування імені С. М. Кірова). Мати, Віра Євгенівна Похвальнова, деякий час після закінчення фізико-математичного факультету 2-го МДУ викладала в різних місцях, а потім працювала на заводах інженером-розраховувачем.
Закінчивши школу із золотою медаллю, Ернест вступив на механіко-математичний факультет МДУ без іспитів — успішно пройшовши співбесіду. Проте із зарахуванням у нього виникли проблеми через дуже високу короткозорість; прийняли на факультет Вінберга тільки після особистого втручання Ю. М. Работнова (у той час — декан мехмату).
Закінчив механіко-математичний факультет МГУ (1959) і аспірантуру по кафедрі вищої алгебри (1961). Кандидат фізико-математичних наук (1962), доктор фізико-математичних наук (1984). З 1961 року працює на кафедрі вищої алгебри; з 1966 року — доцент, з 1991 року — професор.
Головний редактор журналів «Transformation Groups» (з 1996 р.), «Математична просвіта» (з 2006 р.). Член редколегій журналів «Функціональний аналіз і його застосування», «Праці Московського математичного товариства» (з 1999), «Journal of Lie Theory» (з 1994 р.).
Член правління Московського математичного товариства.
Запрошений доповідач на Міжнародному конгресі математиків у Варшаві (1983). Лауреат премії Гумбольдта (1997). Іноземний почесний член Американської академії мистецтв і наук (2010).
Читає основні й спеціальні курси лекцій «Вища алгебра», «Лінійна алгебра і геометрія», «Групи Лі», «Напівпрості групи Лі», «Симетричні простори», «Теорія інваріантів», «Групи відображень». Співкерівник спецсемінару «Групи Лі та теорія інваріантів».
Автор класичного університетського підручника «Курс алгебри». У введенні до цього підручника Вінберг писав: «Відповідно до свого погляду на математику я прагнув замінювати викладення та складні міркування ідеями»; ці слова виражають математичне кредо вченого, якому він намагався слідувати в усіх своїх роботах, замінюючи довгі рутинні доведення короткими, елегантними і в той же час цілком строгими аргументами.
Під науковим керівництвом Е. Б. Вінберга захищені 42 кандидатські дисертації і 7 докторських.
Помер 12 травня 2020 від COVID-19.

## Наукова діяльність
Наукові інтереси Е. Б. Вінберга пов'язані з теорією груп і алгебр Лі, однорідних просторів, симплектичною геометрією, теорією інваріантів, теорією представлень, алгебричною геометрією, гіперболічною геометрією.
Такий круг інтересів Вінберга багато в чому визначився ще в його студентські роки, коли він в школі Е. Б. Динкіна вивчав теорію груп Лі. Першою його науковою роботою стала дипломна робота, в якій Е. Б. Вінберг отримав опис інваріантних лінійних зв'язностей в однорідному просторі {\displaystyle G/H} групи Лі {\displaystyle G}.
Наступний цикл робіт Е. Б. Вінберга відноситься до теорії однорідних опуклих конусів. З кожним таким конусом асоційована однорідна область Зігеля, і Вінберг істотно продовжив і розвинув вивчення цього круга питань, почате в піонерських роботах Э. Картана і І. Пятецького-Шапіро. Зокрема, Вінберг побудував перший приклад несамопов'язаного опуклого однорідного конуса і отримав повну класифікацію самопов'язаних опуклих однорідних конусів, основану на несподівано виявленому зв'язку таких конусів з компактними йордановими алгебрами. В ході своїх досліджень він відкрив новий клас неасоціативних алгебр, які в сучасній математичній літературі прийнято називати алгебрами Вінберга.
Е. Б. Вінберг першим (починаючи зі своєї роботи «Дискретні групи, породжені відображеннями, у просторах Лобачевского») став систематично вивчати гіперболічні групи відображень — дискретні кристалографічні групи, породжені відображеннями; у цій області він став і основоположником, і визнаним науковим лідером.
У 1980 році Вінберг повернувся до вивчення опуклих конусів, але вже в абсолютно іншому контексті: він опублікував роботу «Інваріантні опуклі конуси і впорядкування в групах Лі», відкривши новий напрям в теорії груп і алгебр Лі.
Е. Б. Вінберг опублікував понад 100 наукових статей, видав 10 монографій і навчальних посібників.

## Публікації
- Вінберг Е. Б. . Інваріантні лінійні зв'язності в однорідному просторі // Праці Московського математичного товариства. — 1960. — Т. 9. — С. 191—210.
- Вінберг Е. Б. . Теорія однорідних опуклих конусів // Праці Московського математичного товариства. — 1963. — Т. 12.
- Вінберг Е. Б. . Дискретні групи, породжені відображеннями, в просторах Лобачевського // Математичний збірник[en]. — 1967. — Т. 72 (114), № 3. — С. 471—488.
- Вінберг Е. Б. . Інваріантні випуклі конуси та упорядкування в групах Лі // Функціональний аналіз і його застосування[ru]. — 1980. — Т. 14, вып. 1.
- Вінберг Е. Б. . Лінійні подання груп. — М. : Наука, 1985. — 144 с.
- Вінберг Е. Б., Оніщік А. Л. . Основи теорії груп Лі. — М. : ВІНІТІ[ru], 1988. — С. 5—101. — (Підсумки науки і техніки. Сер. «Сучасні проблеми математики. Фундаментальні направлення». Т. 20)
- Вінберг Е. Б. . Курс алгебри. 2-е вид. — М. : Вид-во МЦНМО, 2013. — 590 с. — ISBN 978-5-4439-0209-8.